# Alenskärs kobbarna
Alenskärs kobbarna är öar i Finland. De ligger i Skärgårdshavet och i kommunen Pargas i landskapet Egentliga Finland, i den sydvästra delen av landet. Öarna ligger omkring 74 kilometer sydväst om Åbo och omkring 210 kilometer väster om Helsingfors.
Arean för den av öarna koordinaterna pekar på är 4,1 hektar och dess största längd är 360 meter i sydöst-nordvästlig riktning.